# Beidun
Beidun är en köping i sydöstra Kina. Den ligger i Heping härad i staden Heyuan i provinsen Guangdong, omkring 250 kilometer nordost om provinshuvudstaden Guangzhou. Antalet invånare är 18 281. Befolkningen består av 9 070 kvinnor och 9 211 män. Barn under 15 år utgör 25,0 %, vuxna 15-64 år 60 %, och äldre över 65 år 13,0 %.